# Leghorn (Huhn)
Das Leghorn, nach BDRG Amerikanische Leghorn, ist eine vom Italiener abstammende Haushuhnrasse, die in den USA im 19. Jahrhundert aus weißen italienischen Landhühnern herausgezüchtet wurde.

## Geschichte
Der Name stammt von der italienischen Hafenstadt Livorno (englisch: Leghorn), von dort wurden im Jahre 1835 Hähne in die USA und nach Großbritannien gebracht und weitergezüchtet. Um 1870 kamen sie unter der Bezeichnung Leghorn wieder nach Europa.

## Erscheinungsbild
Der Hahn wiegt etwa 2,4 Kilogramm, die Henne 1,7 bis 2,2 Kilogramm. Sie legt pro Jahr etwa 200 weiße Eier von je 50 bis 60 Gramm. Obwohl es mehrere Farbschläge gibt, ist beim BDRG und in vielen Ländern nur die bekannteste weiße Form anerkannt.
Die Beine sind gelb, die Augen orangerot, die Ohrscheiben weiß. Kehllappen, Kamm und Gesicht sind rot. Der Kamm steht beim Hahn, wohingegen er bei der Henne oft teilweise liegt. Der Schwanz steht bei beiden Geschlechtern relativ aufrecht, ist jedoch besonders stark beim Hahn.

## Besonderheiten
Weiße Italiener und (weiße) Leghorn sind für den Laien nicht leicht zu unterscheiden. International sind die Bezeichnungen teils synonym. Teilweise bezeichnen sie aber auch eine bestimmte Zuchtrichtung.
Reinerbige Zuchtlinien (Inzuchtlinien) des Leghorns spielen bei der Zucht von Hybridhühnern eine wichtige Rolle. Die resultierenden Legehybriden sind keine Rassehühner mehr. Sie eignen sich nicht zur Zucht.
Diese leichte und lebendige Rasse mit einer starken Eignung für die Produktion von Eiern und wenig Neigung zur Brut ist zur Zuchtgrundlage vieler industrieller Stämme von Hühnern, z. B. den Weißen Leghorn, in den westlichen Ländern geworden.

## Zuchthintergrund
Im Bund Deutscher Rassegeflügelzüchter (BDRG) und dem Europäischen Verband für Geflügel-, Tauben-, Vogel-, Kaninchen- und Caviazucht (EE) sind Amerikanische Leghorn und Italiener als zwei eigenständige Rassen anerkannt, weiterhin ist die Rasse Amerikanische Zwerg-Leghorn in Weiß aufgeführt. In Belgien und den Niederlanden sind neben dem weißen Farbenschlag auch gelbe Zwerg-Leghorn anerkannt.
Zudem sind innerhalb des EE auch Englische Leghorn in den Farben blau, gelb, goldhalsig, schwarz, silberhalsig und weiß anerkannt. In Belgien gibt es außerdem einen Standard für „Englische Zwerg-Leghorn“ in den Farben blau, rebhuhnfarbig, schwarz, silberfarbig und weiß. In den Niederlanden sind sie nur in den Farben schwarz und weiß anerkannt.